# 北賈德遜 (印地安納州)
北賈德遜（英語：North Judson）是一個位於美國印地安納州斯塔克縣的城鎮。

## 人口
根據2010年美國人口普查的數據，北賈德遜的面積為2.87平方千米，當中陸地面積為2.87平方千米，而水域面積為0.00平方千米。當地共有人口800人，而人口密度為每平方千米279人。